# Lijntje Vellekoop-Tanis
Lijntje Vellekoop-Tanis (Reusel, 1938) is een Nederlands oud-politica van het CDA.

## Biografie
In haar jeugd was zij actief in de CHJO, de jongerenorganisatie van de CHU. Van 1967 tot 1978 zat ze in de kunsthandel en daarnaast was ze vanaf 1970 namens de 'Verenigde Christelijke Partijen' gemeenteraadslid in Terneuzen. Van 1974 tot 1978 was zij daar wethouder. In dat laatste jaar werd zij, toen nog Van der Plas-Tanis, burgemeester van IJsselham en was daarmee de eerste vrouwelijke burgemeester van Overijssel. Van 1993 tot aan het einde van 2000 was Vellekoop-Tanis burgemeester van de Twentse gemeente Vriezenveen, waarmee ze de eerste en tevens laatste vrouwelijke burgemeester van Vriezenveen was.

## Persoonlijk
Vellekoop-Tanis woont sinds 2008 in Rijssen en kerkte voorheen bij de PKN en sindsdien bij de Hersteld Hervormde Gemeente.